# William Archibald
William Oliver Archibald (ur. 3 czerwca 1850 w Londynie, zm. 28 czerwca 1926 w Adelaide) – australijski polityk. Członek Izby Zgromadzenia Australii Południowej (1893-1910) i Izby Reprezentantów Australii (1910-1919). Dwukrotny członek gabinetu federalnego Australii.

## Życiorys

### Wczesne życie
Pochodził z Anglii, gdzie jako młody człowiek pracował w zakładzie wytwarzającym fortepiany. W wieku 29 lat wyemigrował do Nowej Zelandii, skąd następnie przybył do Australii. Pracował jako robotnik m.in. w porcie w Adelaide i na kolei. Równocześnie był aktywny w organizacjach społecznych i politycznych, skupiających osoby z klasy pracującej o lewicowych poglądach.

### Kariera polityczna
W 1893 został po raz pierwszy wybrany do izby niższej Parlamentu Australii Południowej, gdzie reprezentował Zjednoczoną Partię Pracy, która później przekształciła się w południowoaustralijską część Australijskiej Partii Pracy (ALP). Z czasem stał się tam jednym z najbardziej wpływowych posłów lewicy. W 1910 postanowił przenieść do polityki federalnej. Gdy ogłosił decyzję o swoim starcie wyborach do Izby Reprezentantów jako kandydat ALP w okręgu wyborczym Hindmarsh, żadna z pozostałych partii nie wystawiła przeciwko niemu kontrkandydata, zdając sobie sprawę z jego popularności.
W latach 1914–1915 był członkiem trzeciego gabinetu Andrew Fishera, gdzie zajmował stanowisko ministra spraw wewnętrznych. Gdy chorującego Fishera zastąpił na czele rządu Billy Hughes, Archibald nie został wybrany przez klub parlamentarny w skład jego pierwszego gabinetu (zgodnie z ówczesnymi zasadami ALP, osoby mające wejść do rządu wybierał klub, a premier decydował tylko o podziale stanowisk między wskazanymi mu kandydatami). W 1916 w ALP doszło do rozłamu, zaś Archibald znalazł się w grupie polityków, którzy odeszli z partii wraz z premierem Hughesem i założyli Narodową Partię Pracy (NLP). W nagrodę za lojalność Hughes powołał go do swojego drugiego gabinetu, gdzie był ministrem handlu i ceł. W 1917 NLP połączyła się ze Związkową Partią Liberalną (CLP), tworząc Nacjonalistyczną Partię Australii (NPA), zaś w gabinecie z udziałem polityków z obu tych środowisk zabrakło już dla Archibalda miejsca.
Pozostał posłem do 1919, kiedy to nie udało mu się obronić w wyborach swego mandatu parlamentarnego. Na politycznej emeryturze prowadził krótko księgarnię, ale szybko popadł w tarapaty finansowe. Pod koniec życia mieszkał w ośrodku prowadzonym przez Armię Zbawienia. Zmarł w wieku 76 lat.